# Burtaiši
Burtaiši (cyr. Буртаиши) – wieś w Czarnogórze, w gminie Bar. W 2011 roku liczyła 3800 mieszkańców.